# Friedrich-Becke-Medaille
Die Friedrich-Becke-Medaille ist ein Mineralogie-Preis der Österreichischen Mineralogischen Gesellschaft. Die Einrichtung der Auszeichnung wurde 1955 beschlossen, sie ist nach Friedrich Becke benannt. Die Plakette wurde von Arnold Hartig gestaltet; der Prägestempel befindet sich in der Stempelsammlung des Münzkabinetts des Kunsthistorischen Museums Wien.

## Preisträger
- 1956: Helge Götrik Backlund, Bruno Sander, Hermann Tertsch
- 1958: Pentti Eskola, Clifford Frondel
- 1961: Paul Ramdohr
- 1963: Carl Wilhelm Correns, Waldemar Theodore Schaller, Karl Hermann Scheumann
- 1965: Felix Machatschki
- 1970: William Hodge Taylor
- 1974: Adolf Pabst
- 1976: Michael Fleischer
- 1981: Heinz Jagodzinski, Helmut G. F. Winkler
- 1985: Wolf von Engelhardt
- 1987: Hans Wondratschek
- 1989: Werner Schreyer
- 1991: Heinrich Wänke
- 1994: Petr Černý
- 1996: Volkmar Trommsdorff
- 1999: Klaus Langer, Friedrich Seifert
- 2005: Dmitry Pushcharovsky, George R. Rossman[1]
- 2011: Wilhelm Heinrich[2]
- 2015: Emil Makovicky[2]
- 2017: Thomas Armbruster[3]
- 2019: Nikolay Sobolev[4]

weiterer Preisträger:
- Dimitri Pawlowitsch Grigorjew (Dimitry Pavlovich Grigoriev)